# Club Egara
El Club Egara és un dels clubs esportius històrics de la ciutat de Terrassa, destacant en la pràctica de l'hoquei sobre herba, tot i que també disposa de seccions de tenis, pàdel i golf entre d'altres.

## Seccions esportives
- Hoquei herba
- Tennis
- Pàdel
- Golf
- Hípica
- Gimnàstica
- Natació

## Equips filials
- Egara 1935[1]
- E.H.C.[1]
- Drac HC

## Història

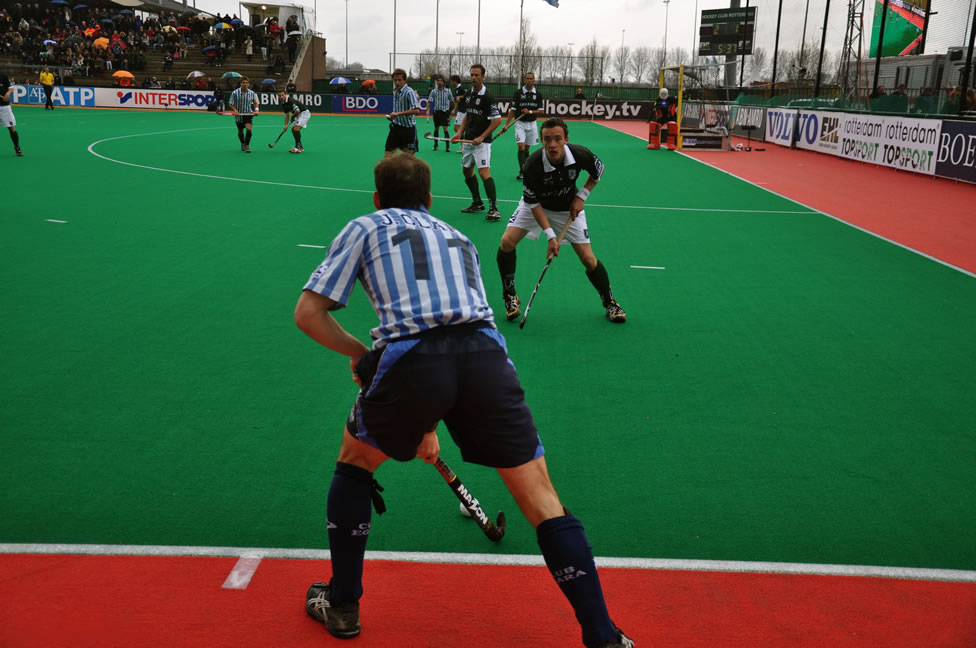
Partit HC Rotterdam - Club Egara el 2010.

El Club Egara neix l'any 1935 amb el nom de CD Armonia Egara, com a secció d'hoquei del club Armonia F.C. L'any 1961 s'inauguren les actuals instal·lacions del Pla del Bon Aire, a Terrassa, que lògicament han estat, amb el pas del temps, degudament actualitzades i ampliades, amb instal·lacions d'hoquei, tennis, hípica, gimnàs, pàdel, piscina, restaurant, etc.. Campió de Catalunya i d'Espanya en innumerables ocasions, a nivell esportiu, els anys 1969 i 1970 l'Egara assoleix el seu més gran èxit, la Copa d'Europa d'Hoquei Herba. A més, el club ha aconseguit diversos subcampionats i tercers llocs de la màxima competició europea.
L'esperit de la fundació del club, ha perdurat fins als nostres temps, no només en l'esport de l'hoquei, sinó també en tots aquells que avui es practiquen a les nostres instal·lacions.

## Palmarès
Equip masculí
- Eurolliga masculina d'hoquei herba: 1968-69 (no oficial), 1969-70 (no oficial)
- 15 Lliga espanyola d'hoquei herba masculina: 1970-71, 1971-72, 1972-73, 1973-74, 1974-75, 1978-79, 1991-92, 1992-93, 1995-96, 1997-98, 1998-99, 1999-00, 2000-01, 2015-16, 2018-19
- 18 Copa espanyola d'hoquei herba masculina: 1951-52, 1960-61, 1962-63, 1964-65, 1967-68, 1968-69, 1970-71, 1971-72, 1979-80, 1992-93, 1997-98, 1998-99, 1999-00, 2001-02, 2006-07, 2008-09, 2017-18, 2019-20
- 22 Campionat de Catalunya d'hoquei herba masculina: 1961, 1963, 1964, 1965, 1966, 1967, 1968, 1969, 1970, 1971, 1973, 1976, 1994, 1998, 1999, 2000, 2001, 2002, 2008-09, 2013-14, 2014-15, 2014-15
- Torneig del pla del bonaire 2022

Equip femení
- 3 Campionat de Catalunya d'hoquei herba femenina: 2010-11, 2011-12, 2014-15